# Alfred Adler
Alfred Adler (n. 7 februarie 1870, Penzig, Viena, Austria – d. 28 mai 1937, Aberdeenshire, Scoția) a fost un medic psihiatru austriac, fondator al școlii de psihologie individuală; a doua școală vieneză de psihoterapie, în ordine cronologică (după psihanaliza lui Sigmund Freud și înainte de logoterapia lui Viktor Frankl).

## Cariera științifică
Alfred Adler a fost întemeietorul școlii de psihologie individuală. S-a născut din părinți evrei, a absolvit Facultatea de Medicină de la Universitatea din Viena. În colaborare cu Sigmund Freud și un mic grup de colegi ai lui Freud, Adler s-a aflat printre cofondatorii mișcării psihanalitice, ca membru de bază al Societății Psihanalitice din Viena. A fost  prima figură importantă care s-a desprins de psihanaliză pentru a forma o școală independentă de psihoterapie și teorie a personalității. Faptul a avut loc după ce Freud a declarat ideile lui Adler prea diferite, chiar contrare ideilor sale și a ajuns să dea un ultimatum tuturor membrilor Societății (pe care Freud o păstorea) să-l părăsească pe Adler sau să se supună excluderii, dezavuând astfel dreptul la disidență. Adler a fundamentat astfel o nouă metodă de intervenție psihoterapeutică, denumită ulterior psihoterapia adleriană.
În urma rupturii, punctul de vedere al lui Adler va ajunge să aibă o influență enormă, independentă asupra disciplinelor consilierii și psihoterapiei așa cum s-au dezvoltat acestea în secolul XX. Adler a înrâurit figuri însemnate din școlile de psihoterapie de mai târziu, precum Rollo May, Viktor Frankl, Abraham Maslow și Albert Ellis. Descoperirile sale au precedat și au fost uneori surprinzător de coerente cu intuițiile unor neo-freudieni ulteriori, de exemplu acelea reliefate în scrierile lui Karen Horney, Harry Stack Sullivan și Erich Fromm.
A continuat cercetările privind problematica inconștientului. Admite noțiunea de inconștient dinamic, dar minimalizează rolul sexualității și al complexului lui Oedip în geneza personalității, considerând că factorii determinanți pot fi căutați mai curând în propria individualitate și în societate .
Adler a subliniat importanța egalității în prevenirea diferitelor forme de psihopatologie, și a susținut dezvoltarea interesului social, existent de la naștere, și a unor structuri familiale democratice ca etos ideal pentru creșterea copiilor. Cea mai faimoasă descoperire a lui este complexul de inferioritate, care ține de felul cum se percepe pe sine omul și are efecte negative asupra sănătății psihice, sau poate duce uneori, în chip paradoxal, la reversul său, la năzuința de a fi superior, cu consecințe la fel de nocive.
A reliefat dinamica puterii pornind de la voința de putere concepută de Nietzsche. Adler a argumentat în favoarea holismului, analizând individul mai degrabă din perspectiva întregului vieții psihice decât reducționist – reducționismul fiind pe atunci felul dominant de a vedea lucrurile. S-a numărat printre primii care au susținut psihologic feminismul, considerând că dinamica puterii între bărbați și femei este crucială pentru înțelegerea psihologiei omului. Adler este considerat, alături de Freud și Jung, unul dintre cei trei fondatori ai psihologiei abisale, care pune accentul pe inconștient și pe dinamica psihică.

## Periodice adleriene în limba engleză

### America de Nord
- The Journal of Individual Psychology (University of Texas Press), SUA
- Canadian Journal of Adlerian Psychology (Adlerian Psychology Association of British Columbia), Canada

### Regatul Unit
- Adlerian Yearbook (Adlerian Society, Marea Britanie)

## Opera
- Teoria și practica psihologiei individuale (1920)
- Cunoașterea omului (1927)
- Psihologia școlarului greu educabil (1930)
- Sensul vieții (1933)